# Fay Sargent
Pour les articles homonymes, voir Sargent et Fay.
Fay Sargent (vers 1890 - 23 décembre 1967) est une chanteuse, actrice et journaliste irlandaise.

## Biographie
Fay Sargent est née Mary Gertrude Hannan en 1890 ou 1891 à Waterford. Elle est la seule enfant de Terence Hannan. Son père meurt quand elle est enfant et sa mère et elle déménagent en Angleterre. Elles vivent avec son oncle, le révérend Richard Hannan, dans une paroisse à Lamley Lande, près de Durham. Là, elle étudie dans une école française et avec les sœurs de Lorette. Dès son jeune âge, elle participe à la Ligue gaélique à Londres, probablement influencée par son cousin Richard Barry O'Brien. C'est grâce à son implication dans le mouvement qu'elle rencontre son mari, Philip Armfield Sargent, un commerçant en bois. Ils se marient à Londres le 16 septembre 1908, alors qu'elle a 17 ans. Philippe est un quaker anglais, mais il a de fortes sympathies pour le nationalisme Irlandais et est impliqué dans les événements de l'insurrection de Pâques 1916. Après cela, il a sans doute été détenu à la prison navale de Lewes  jusqu'en juin 1916, puis est transféré à Frongoch camp, au nord du pays de Galles.
En 1915, un certain nombre d'années après leur mariage, le couple s'installe en Irlande, au 124 Leinster Road, Rathmines, Dublin. Sargent fait le tour du pays pour la Ligue gaélique, en chantant des chansons traditionnelles irlandaises. Elle commence à jouer en 1918 à l'Abbey Theatre et des films de cinéma muet, sous le nom de « Dymphna Daly ». Elle joue le rôle de Mme Golder en John MacDonagh's The Irish Jew à l'Empire en 1921, aux côtés de Jimmy O'Dea. Dans les années suivantes, elle apparaît dans un certain nombre de revues d'O'Dea, mais ne jout pas à plein temps car elle estime que ce n'est pas compatible avec ses obligations familiales.
Elle se décrit elle-même comme « dérivant » vers le journalisme mais c'est grâce à sa chronique régulière dans The Herald qu'elle est la plus connue. Sa colonne paru de 1920 à 1940, et met en vedette des conversations écrites phonétiquement entre des personnages de Dublin nommés Mme Casey, Mme Byrne, et Mme Win-the-War. Ces personnages sont utilisés pour le sketch radio en 1928, où elle joue aux côtés de Joan Burke sur 2RN. Ses autres radiodiffusions comprennent des adaptations d'histoires classiques pour enfants, et des pièces de Jean MacDonagh pour la radio. Elle retourne à l'Abbey Theatre en 1956 pour de Boyd's shop de Saint-John Greer Ervine, et en 1958, pour un rôle dans l'adaptation de The informer de  Micheál Mac Liammóir au Gate Theatre.
Sargent meurt subitement le 23 décembre 1967 dans sa maison du 49 Mespil Road, Dublin. Elle est enterrée au Mount Jerome Cemetery.

## Rôles

### Film
- 1922 : Cruiskeen Lawn[2]
- 1959 : This Other Eden[3]
- 1960 : Boyd's Shop[4]

### Théâtre
- 1958 : The Informer[5]